# Kate Gulbrandsen
Kate Gulbrandsen (Slemmestad, 6 agosto 1965) è una cantante norvegese.

## Biografia
Nel 1986 ha rappresentato la Norvegia al Yamaha Song Festival di Tokyo con la canzone Carnival.
Ha vinto il Melodi Grand Prix 1987 andando così alla finale dell'Eurovision Song Contest 1987 con la canzone Mitt liv (My Life), scritta da Rolf Løvland e Hanne Krogh, arrivata poi nona.
Kate Gulbrandsen ha cercato di rappresentare la Norvegia ancora nel 1989, cantando Nærhet al Melodi Grand Prix. 
La sua versione di Med gullet for øyet di Jørn Hansen è stata la canzone ufficiale delle Paralimpiadi invernali del 1998 a Nagano, in Giappone.

## Discografia
- The Beauty and the Beat (1987)
- Sol om natten (1991)
- Vi to (2005)